# 양해석
양해석(梁海碩, 1963년 1월 25일 ~ )은 대한민국의 정치인이다.

## 학력
- 한양대학교 연극영화학과 졸업
- 국민대학교 행정학과 졸업

## 경력
- 재단법인 수곡장학회 이사장
- 남원시 산악연맹 회장
- 남원탁주합동주조장 공동대표
- 2010년 7월 1일 ~ 2014년 6월 30일: 제6대 남원시의회 의원
- 2014년 7월 1일 ~ 2018년 6월 30일: 제7대 남원시의회 의원
- 2018년 7월 1일 ~ 2022년 3월 28일: 제8대 남원시의회 의원
- 2022년 7월 1일 ~ 2023년 7월 7일: 제12대 전라북도의회 의원

## 공직선거법 위반
제8회 전국동시지방선거 과정에서 발생한 835만 원의 선거비용을 고의로 누락한 혐의와 법정선거비용보다 400만원을 초과지출한 혐의로 기소되어, 2023년 2월 9일 1심에서 당선무효형에 해당하는 공직선거법 위반 150만원, 정치자금법 위반 100만원의 벌금형을 선고받았다. 2023년 5월 3일 항소가 기각되었으며, 2023년 7월 7일 상고가 기각되고 당선무효형이 확정되었다.

## 역대 선거 결과
|  | 31.06% |

|  | 26.71% |

|  | 19.86% |

|  | 83.24% |